# Collegio di Stratford-on-Avon
Stratford-on-Avon è un collegio elettorale inglese situato nelle Midlands Occidentali, rappresentato alla Camera dei comuni del Parlamento del Regno Unito. Elegge un membro del parlamento con il sistema first-past-the-post, ossia maggioritario a turno unico; l'attuale parlamentare è Manuela Perteghella dei Liberal Democratici, che rappresenta il collegio dal 2024.

## Estensione

Stratford-on-Avon dal 2010 al 2024

Il collegio consiste di un'area relativamente rurale, abitata principalmente da pendolari, e che include quasi tutto il distretto locale di Stratford-on-Avon.
- 1885-1918: i Municipal Borough di Leamington, Stratford-upon-Avon e Warwick, le divisioni sessionali di Alcester, Brailes, Henley, Stratford, Snitterfield e Warwick, e parte della divisione sessionale di Kenilworth nel Borough parlamentare di Warwick and Leamington.
- 1950-1974: il Municipal Borough di Stratford-upon-Avon e i distretti rurali di Alcester, Shipston-on-Stour, Southam e Stratford-on-Avon.
- 1974-1983: come nel 1950, ma con confini modificati
- 1983-1997: il distretto di Stratford-on-Avon.
- 1997-2010: tutti i ward del distretto di Stratford-on-Avon ad eccezione di Henley, Tanworth e Tanworth Earlswood.
- 2010-2024: i ward del distretto di Stratford-on-Avon di Alcester, Aston Cantlow, Bardon, Bidford and Salford, Brailes, Claverdon, Ettington, Henley, Kinwarton, Long Compton, Quinton, Sambourne, Shipston, Snitterfield, Stratford Alveston, Stratford Avenue and New Town, Stratford Guild and Hathaway, Stratford Mount Pleasant, Studley, Tanworth, Tredington, Vale of the Red Horse e Welford.
- dal 2024: i ward del distretto di Stratford-on-Avon di Alcester and Rural; Alcester Town; Avenue; Bidford East; Bidford West & Salford; Bishopton; Brailes and Compton; Bridgetown; Clopton; Ettington; Guildhall; Hathaway; Henley-in-Arden; Kinwarton; Quinton; Shipston North; Shipston South; Shottery; Snitterfield; Studley with Mappleborough Green; Studley with Sambourne; Tanworth-in-Arden; Tiddington; Welcombe; Welford-on-Avon e Wotton Wawen.[2]

Alle elezioni generali del 2010, a seguito della quinta revisione periodica dei collegi di Westminster, il collegio fu ridotto in dimensioni: fu creato il nuovo collegio di Kenilworth and Southam, che inglobò la parte orientale della versione precedente di questo collegio, insieme a parti dell'ex collegio di Rugby and Kenilworth.

## Membri del parlamento
| Elezione | Elezione                 | Deputato              | Partito               |
| -------- | ------------------------ | --------------------- | --------------------- |
|          | 1885                     | William Compton       | Liberale              |
|          | 1886                     | Frederick Townsend    | Conservatore          |
| 1892     | Algernon Freeman-Mitford |                       | Conservatore          |
| 1895     | Victor Milward           |                       | Conservatore          |
| 1901 (S) | Philip Foster            |                       | Conservatore          |
|          | 1906                     | Thomas Kincaid-Smith  | Liberale              |
|          | 1909 (S)                 | Philip Foster         | Conservatore          |
|          | 1918                     | Collegio abolito      | Collegio abolito      |
|          | 1950                     | Collegio ri-istituito | Collegio ri-istituito |
|          | 1950                     | John Profumo          | Conservatore          |
| 1963 (S) | Angus Maude              |                       | Conservatore          |
| 1983     | Alan Howarth             |                       | Conservatore          |
|          | Alan Howarth             | 1995                  | Laburista             |
|          | 1997                     | John Maples           | Conservatore          |
| 2010     | Nadhim Zahawi            |                       | Conservatore          |
|          | 2024                     | Manuela Perteghella   | Liberal Democratici   |

## Elezioni

### Elezioni negli anni 2020
| Partito                    | Partito                                         | Candidato                  | Risultati 4 luglio 2024 | Risultati 4 luglio 2024 |
| Partito                    | Partito                                         | Candidato                  | Voti                    | %                       |
| -------------------------- | ----------------------------------------------- | -------------------------- | ----------------------- | ----------------------- |
|                            | Lib Dem                                         | Manuela Perteghella        | 23 450                  | 44,30                   |
|                            | Conservatore                                    | Chris Clarkson             | 16 328                  | 30,84                   |
|                            | Reform UK                                       | James Crocker              | 7 753                   | 14,65                   |
|                            | Laburista                                       | Seyi Agboola               | 3 753                   | 7,09                    |
|                            | Verdi                                           | Doug Rouxel                | 1 197                   | 2,26                    |
|                            | Indipendente                                    | Kevin Taylor               | 292                     | 0,55                    |
|                            | New Open Non- Political Organised Leadership    | Neil O'Neil                | 166                     | 0,31                    |
|                            |                                                 |                            |                         |                         |
| Iscritti                   | Iscritti                                        | Iscritti                   | 75 725                  | 100,00                  |
| ↳ Votanti (% su iscritti)  | ↳ Votanti (% su iscritti)                       | ↳ Votanti (% su iscritti)  | 52 939                  | 69,91                   |
| ↳ Astenuti (% su iscritti) | ↳ Astenuti (% su iscritti)                      | ↳ Astenuti (% su iscritti) | 22 786                  | 30,09                   |
|                            |                                                 |                            |                         |                         |
|                            | Esito: collegio passa da Conservatore a Lib Dem |                            |                         |                         |

### Elezioni negli anni 2010
| Partito                    | Partito                                   | Candidato                  | Risultati 12 dicembre 2019 | Risultati 12 dicembre 2019 |
| Partito                    | Partito                                   | Candidato                  | Voti                       | %                          |
| -------------------------- | ----------------------------------------- | -------------------------- | -------------------------- | -------------------------- |
|                            | Conservatore                              | Nadhim Zahawi              | 33 343                     | 60,57                      |
|                            | Lib Dem                                   | Dominic Skinner            | 13 371                     | 24,29                      |
|                            | Laburista                                 | Felix Ling                 | 6 222                      | 11,30                      |
|                            | Verdi                                     | David Passingham           | 2 112                      | 3,84                       |
|                            |                                           |                            |                            |                            |
| Iscritti                   | Iscritti                                  | Iscritti                   | 74 038                     | 100,00                     |
| ↳ Votanti (% su iscritti)  | ↳ Votanti (% su iscritti)                 | ↳ Votanti (% su iscritti)  | 55 048                     | 74,35                      |
| ↳ Astenuti (% su iscritti) | ↳ Astenuti (% su iscritti)                | ↳ Astenuti (% su iscritti) | 18 990                     | 25,65                      |
|                            |                                           |                            |                            |                            |
|                            | Esito: collegio confermato a Conservatore |                            |                            |                            |

| Partito                    | Partito                                   | Candidato                  | Risultati 8 giugno 2017 | Risultati 8 giugno 2017 |
| Partito                    | Partito                                   | Candidato                  | Voti                    | %                       |
| -------------------------- | ----------------------------------------- | -------------------------- | ----------------------- | ----------------------- |
|                            | Conservatore                              | Nadhim Zahawi              | 32 657                  | 62,17                   |
|                            | Laburista                                 | Jeff Kenner                | 11 699                  | 22,27                   |
|                            | Lib Dem                                   | Elizabeth Adams            | 6 357                   | 12,10                   |
|                            | Verdi                                     | Dominic Giles              | 1 345                   | 2,56                    |
|                            | Indipendente                              | Jandy Spurway              | 255                     | 0,49                    |
|                            | Indipendente                              | Tom Darwood                | 219                     | 0,42                    |
|                            |                                           |                            |                         |                         |
| Iscritti                   | Iscritti                                  | Iscritti                   | 72 658                  | 100,00                  |
| ↳ Votanti (% su iscritti)  | ↳ Votanti (% su iscritti)                 | ↳ Votanti (% su iscritti)  | 52 532                  | 72,30                   |
| ↳ Astenuti (% su iscritti) | ↳ Astenuti (% su iscritti)                | ↳ Astenuti (% su iscritti) | 20 126                  | 27,70                   |
|                            |                                           |                            |                         |                         |
|                            | Esito: collegio confermato a Conservatore |                            |                         |                         |

| Partito                    | Partito                                   | Candidato                  | Risultati 7 maggio 2015 | Risultati 7 maggio 2015 |
| Partito                    | Partito                                   | Candidato                  | Voti                    | %                       |
| -------------------------- | ----------------------------------------- | -------------------------- | ----------------------- | ----------------------- |
|                            | Conservatore                              | Nadhim Zahawi              | 29 674                  | 57,67                   |
|                            | UKIP                                      | Edward Fila                | 6 798                   | 13,21                   |
|                            | Laburista                                 | Jeff Kenner                | 6 677                   | 12,98                   |
|                            | Lib Dem                                   | Elizabeth Adams            | 6 182                   | 12,01                   |
|                            | Verdi                                     | Dominic Giles              | 2 128                   | 4,14                    |
|                            |                                           |                            |                         |                         |
| Iscritti                   | Iscritti                                  | Iscritti                   | 70 880                  | 100,00                  |
| ↳ Votanti (% su iscritti)  | ↳ Votanti (% su iscritti)                 | ↳ Votanti (% su iscritti)  | 51 459                  | 72,60                   |
| ↳ Astenuti (% su iscritti) | ↳ Astenuti (% su iscritti)                | ↳ Astenuti (% su iscritti) | 19 421                  | 27,40                   |
|                            |                                           |                            |                         |                         |
|                            | Esito: collegio confermato a Conservatore |                            |                         |                         |

| Partito                    | Partito                                   | Candidato                  | Risultati 6 maggio 2010 | Risultati 6 maggio 2010 |
| Partito                    | Partito                                   | Candidato                  | Voti                    | %                       |
| -------------------------- | ----------------------------------------- | -------------------------- | ----------------------- | ----------------------- |
|                            | Conservatore                              | Nadhim Zahawi              | 26 052                  | 51,55                   |
|                            | Lib Dem                                   | Martin Turner              | 14 706                  | 29,10                   |
|                            | Laburista                                 | Robert Johnston            | 4 809                   | 9,51                    |
|                            | UKIP                                      | Brett Parsons              | 1 846                   | 3,65                    |
|                            | BNP                                       | George Jones               | 1 097                   | 2,17                    |
|                            | Indipendente                              | Neil Basnett               | 1 032                   | 2,04                    |
|                            | Verdi                                     | Karen Varga                | 527                     | 1,04                    |
|                            | Democratici                               | Frederick Bishop           | 473                     | 0,94                    |
|                            |                                           |                            |                         |                         |
| Iscritti                   | Iscritti                                  | Iscritti                   | 69 521                  | 100,00                  |
| ↳ Votanti (% su iscritti)  | ↳ Votanti (% su iscritti)                 | ↳ Votanti (% su iscritti)  | 50 542                  | 72,70                   |
| ↳ Astenuti (% su iscritti) | ↳ Astenuti (% su iscritti)                | ↳ Astenuti (% su iscritti) | 18 979                  | 27,30                   |
|                            |                                           |                            |                         |                         |
|                            | Esito: collegio confermato a Conservatore |                            |                         |                         |

### Elezioni negli anni 2000
| Partito                    | Partito                                   | Candidato                  | Risultati 5 maggio 2005 | Risultati 5 maggio 2005 |
| Partito                    | Partito                                   | Candidato                  | Voti                    | %                       |
| -------------------------- | ----------------------------------------- | -------------------------- | ----------------------- | ----------------------- |
|                            | Conservatore                              | John Maples                | 28 652                  | 49,20                   |
|                            | Lib Dem                                   | Susan Juned                | 16 468                  | 28,28                   |
|                            | Laburista                                 | Rachel Blackmore           | 10 145                  | 17,42                   |
|                            | UKIP                                      | Harry Cottam               | 1 621                   | 2,78                    |
|                            | Verdi                                     | Mick Davies                | 1 354                   | 2,32                    |
|                            |                                           |                            |                         |                         |
| Iscritti                   | Iscritti                                  | Iscritti                   | 84 651                  | 100,00                  |
| ↳ Votanti (% su iscritti)  | ↳ Votanti (% su iscritti)                 | ↳ Votanti (% su iscritti)  | 58 240                  | 68,80                   |
| ↳ Astenuti (% su iscritti) | ↳ Astenuti (% su iscritti)                | ↳ Astenuti (% su iscritti) | 26 411                  | 31,20                   |
|                            |                                           |                            |                         |                         |
|                            | Esito: collegio confermato a Conservatore |                            |                         |                         |

| Partito                    | Partito                                   | Candidato                  | Risultati 7 giugno 2001 | Risultati 7 giugno 2001 |
| Partito                    | Partito                                   | Candidato                  | Voti                    | %                       |
| -------------------------- | ----------------------------------------- | -------------------------- | ----------------------- | ----------------------- |
|                            | Conservatore                              | John Maples                | 27 606                  | 50,27                   |
|                            | Lib Dem                                   | Susan Juned                | 15 804                  | 28,78                   |
|                            | Laburista                                 | Mushtaq Hussain            | 9 164                   | 16,69                   |
|                            | UKIP                                      | Ron A Mole                 | 1 184                   | 2,16                    |
|                            | Verdi                                     | Mick Davies                | 1 156                   | 2,11                    |
|                            |                                           |                            |                         |                         |
| Iscritti                   | Iscritti                                  | Iscritti                   | 85 270                  | 100,00                  |
| ↳ Votanti (% su iscritti)  | ↳ Votanti (% su iscritti)                 | ↳ Votanti (% su iscritti)  | 54 914                  | 64,40                   |
| ↳ Astenuti (% su iscritti) | ↳ Astenuti (% su iscritti)                | ↳ Astenuti (% su iscritti) | 30 356                  | 35,60                   |
|                            |                                           |                            |                         |                         |
|                            | Esito: collegio confermato a Conservatore |                            |                         |                         |

## Risultati dei referendum

### Referendum sulla permanenza del Regno Unito nell'Unione europea del 2016
|             | Collegio          | Lasciare UE % | Rimanere in UE % |
| ----------- | ----------------- | ------------- | ---------------- |
|             | Stratford-on-Avon | 51,1%         | 48,9%            |
| Inghilterra | 53,3%             | 46,7%         |                  |
| Regno Unito | 51,9%             | 48,1%         |                  |